# Hoth
Hoth är en fiktiv isplanet i Star Wars, och den sjätte planeten i Hoths planetsystem. Planeten är täckt av snö och is, och har 3 månar. Hoth bombarderas ständigt av meteoriter som vandrat iväg från ett närbeläget asteroidbälte. Den låga temperaturen under dagtid går att klara av för människor som har klätt sig ordentligt. Under natten blir det dock så kallt att inte ens de lokala livsformerna tål kölden i öppen terräng.
Början av Rymdimperiet slår tillbaka utspelar sig på Hoth, där Rebellalliansen i början av filmen har sin bas Echo Base. Rymdimperiet upptäcker denna bas' läge varvid Slaget på Hoth utbryter. Detta slag är en av de största förlusterna för rebellalliansen som knappt hinner evakuera Echo Base innan imperiets trupper tar över den.

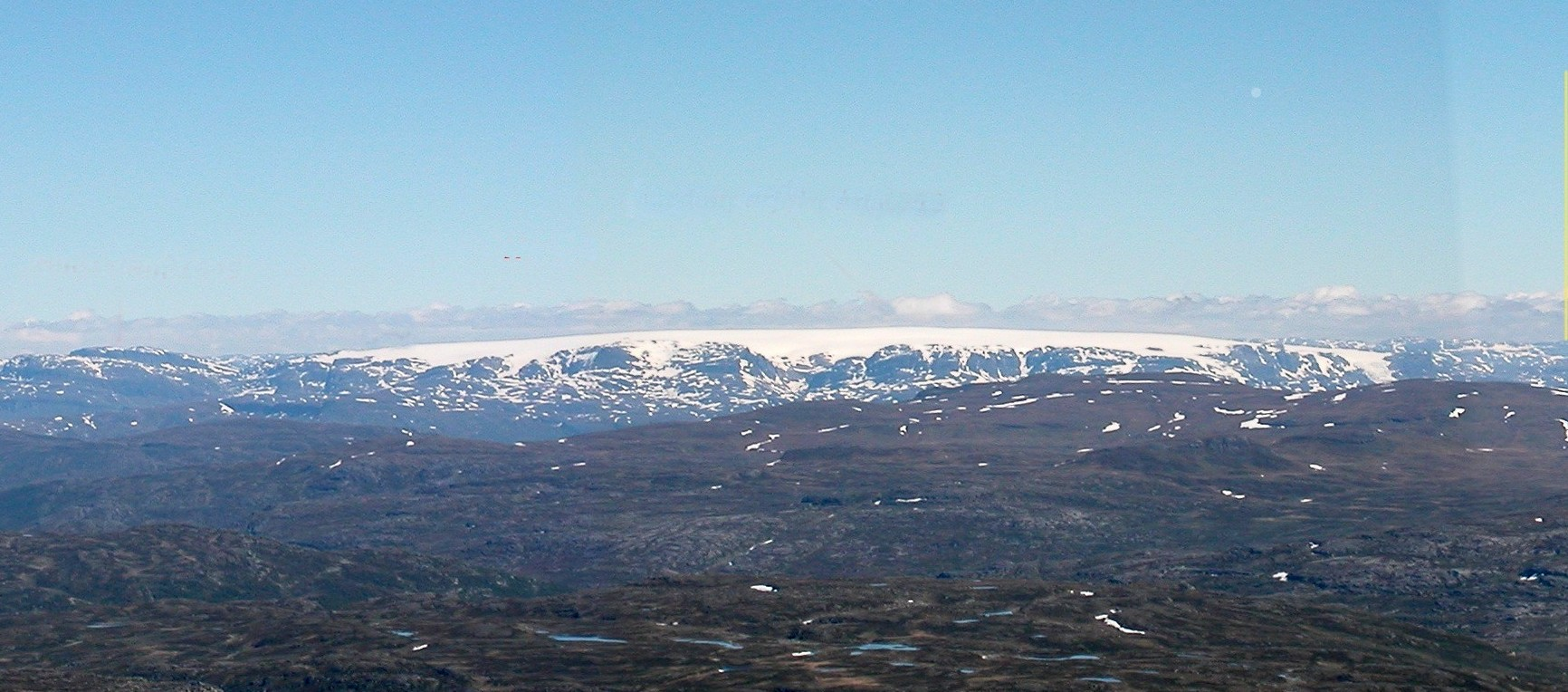
Hardangerjøkulen i Norge, där scenerna från Hoth filmades i Rymdimperiet slår tillbaka.

Scenerna från filmen som utspelar sig på planeten Hoth är inspelade i Finse i Norge.
Planeten förekommer även i TV-spelen.

## Fiktiv historik
Planeten upptäcktes cirka 4 000 BBY, men bosattes aldrig permanent. Dess läge gjorde den dock till ett populärt tillhåll för smugglare och rymdpirater, som tillfälligt placerade sina baser på planeten.
Det har utvecklats liv på planeten, bland annat isvarelsen wampa och tauntaunen.

### Fotnoter
1. 1 2 3 4 5 6  ”Star Wars Planet Profiles: Hoth” (på engelska). About. Arkiverad från originalet den 18 juli 2016. https://web.archive.org/web/20160718163835/http://scifi.about.com/od/starwarscharacters/a/Star-Wars-Planet-Profiles-Hoth.htm. Läst 30 november 2015.
2. ↑  Micke Jägerbrand (15 augusti 1999). ”Gör en ’rymdresa’”. Aftonbladet. http://wwwc.aftonbladet.se/resor/9908/15/starwars.html. Läst 30 november 2015.
3. ↑  Jonas Thente (7 februari 2012). ”MMORPG ”Star wars. The old republic””. Dagens nyheter. http://www.dn.se/spel/spelrecensioner/mmorpg-star-wars-the-old-republic/. Läst 30 november 2015.